# Catanzaro Beach Soccer
Pour les articles homonymes, voir Catanzaro (homonymie).
Maillots
Catanzaro Beach Soccer est un club italien de beach soccer basé à Catanzaro et fondé en 1999.
Le club remporte les trois premières éditions de la Coupe d'Italie ainsi que trois des 4 premiers championnats. Entre 2004 et 2006, il perd trois finales de Coupe à la suite.

## Histoire
En 1999, à la suite du passage de la Beach Arena Valleverde pour promouvoir le beach soccer en Calabre, une équipe est créée à Catanzaro. L'année suivante, Armando Rosati sélectionne une équipe pour prendre part au championnat d'Italie de beach soccer, alors non officiel, et remporte son premier trophée. Francesco Madia et Fabio Gentile sont respectivement désignés meilleur gardien et meilleur buteur. Les catanzaresi remportent de plus la Coupe d'Italie. En 2001, les champions d'Italie ne perdent qu'un seul match après prolongation en demi-finale de championnat dont il termine 3e. Le club reçoit le prix du fair-play et Francesco Madia garde son titre de meilleur gardien. Quatre joueurs sont alors sélectionnés en équipe nationale. L'iGreco Catanzaro remporte une seconde fois la Coupe d'Italie de beach soccer.
En 2002, l'équipe remporte son deuxième Scudetto en fournissant toujours autant de joueurs à la Nazionale. L'année suivante, le Catanzaro Beach Soccer gagne son 3e championnat contre Lignano Sabbiadoro et devant 7000 spectateurs. En 2004, pour le premier championnat officiel, le club commence la saison amputé de quatre joueurs appelé à jouer avec la squadra azzurra. Les Giallorossi remportent la première Supercoupe d'Italie de beach soccer avant d'atteindre les play-off du championnat puis de perdre en finale de la Coupe d'Italie dont Francesco Madia remporte le prix du fair-play.
L'année 2005 commence avec l'arrivée du directeur général Adriano Banelli, ancienne gloire du Catanzaro Calcio, et du nouvel entraîneur Giuseppe Agosto. L'équipe de cette année bat tous les records en phase de qualification, atteignant 32 points en trois étapes, se qualifiant pour les séries éliminatoires du championnat et d'autre part, elle échoue en finale de la Coupe. En 2006, Pasquale Carotenuto termine meilleur buteur du championnat avec 28 buts et emmène le club jusqu'en play-off. Les Giallorossi perdent à nouveau en finale de Coupe.
En 2008, le Catanzaro Beach Soccer est teinté de vert et or avec l'achat de la paire brésilienne Neném-Jorginho. L'année suivante, le brésilien Bruno Xavier rejoint l'équipe à son tour. Lors de l'année 2010 le CBS perd en finale du championnat contre Milano Beach Soccer et la dernière recrue auriverde est élu meilleur joueur. Willy Carotenuto se voit attribuer le titre de meilleur gardien. L'année 2011 voit la qualification pour les play-off échapper aux catanzaresi lors dernier match, perdu aux tirs au but.

## Palmarès
- Championnat d'Italie de beach soccer (3)
  - Champion en 2000, 2002 et 2003
  - Finaliste en 2008
  - 3e en 2001
- Coupe d'Italie de beach soccer (3)
  - Vainqueur en 2000, 2001 et 2002
  - Finaliste en 2004, 2005 et 2006
- Supercoupe d'Italie de beach soccer
  - Vainqueur en 2004